# Симон II Гуриели
Симон (Свимон) II Гуриели (груз. სიმონ [სვიმონ] II გურიელი, ум. 1792) — представитель грузинского владетельного рода Гуриели и правитель Гурии, княжества в западной Грузии, с 1788/1789 по 1792 год.

## Биография
Симон II Гуриели был старшим сыном Георгия V Гуриели, князя Гурии, который отрёкся от престола в пользу Симона из-за своего преклонного возраста и политической нестабильности в княжестве. Вскоре после восшествия на княжеский престол Симон II отправился в Ахалцихе, столицу османского эялета Чылдыр, для переговоров с местным пашой Исаком, стремясь ослабить турецкое давление на Гурию. На обратном пути свита Симона II попала в засаду, организованную мусульманскими грузинскими кланами Аджарии, и князь был взят в плен аджарским вождём Селим-беем. Он отпустил Симона II после того, как тот согласился выдать свою пятилетнюю дочь Кесарию за Абди-бея, сына Селима. В междоусобной войне в соседнем Имеретинском царстве, правители которого претендовали на сюзеренитет над Гурией, Симон II поддерживал Давида II, но затем он начал сотрудничать с вероятным победителем в этой борьбе — Соломоном II. В 1790 году имеретинский царь, а также князья Гурии и Мегрелии подписали союзный договор с Ираклием II, правителем восточного грузинского Картли-Кахетинского царства. Согласно ему Ираклий II был признан главнокомандующим и старейшиной грузинских властителей. Когда Симон II умер в 1792 году, его младший брат Вахтанг II воспользовался тем, что наследник Симона II Мамия V был ещё несовершеннолетним, и захватил власть в Гурии.

## Семья
Симон был женат на княгине Марине (ум. 4 марта 1814), дочери Кайхосро Церетели, влиятельного имеретинского дворянина. У него было три дочери и один сын:
- Кесария (1785—1861), вышедшая замуж за Абди-бея Химшиашвили (ум. 1859), сына Селим-бея;
- Елизабед (также известная как Лиза; род. 1786), вышедшая замуж за князя Иване Абашидзе (ум. 1822);
- Мамия V Гуриели (1789—1826), князь Гурии;
- N (имя неизвестно), вышедшая замуж за мегрельского князя Тариэла Дадиани.